# デススターズ
デススターズ（DEATHSTARS）は、スウェーデン出身のインダストリアル・メタルバンド。

## 概要・略歴

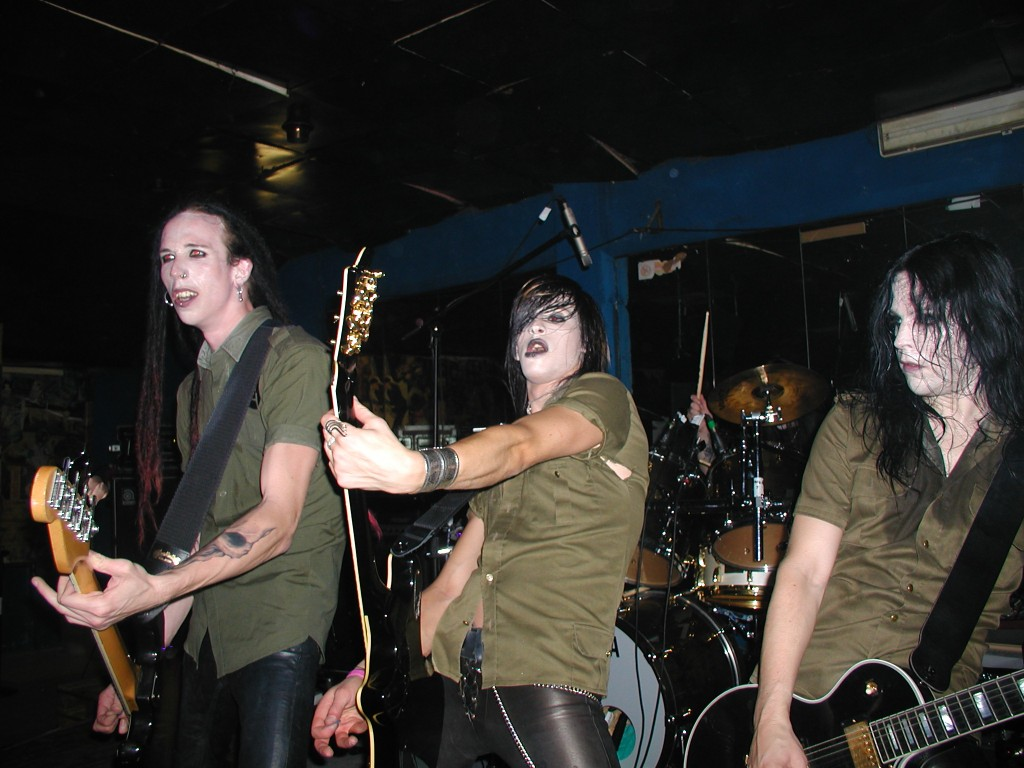
2006年のグループショット

1993年に結成されたブラックメタルバンド「ソードマスター」の旧メンバーと、ウィプラッシャー・ベルナドット(Vo/アンドレアス・ベリ)、ビースト・X・エレクトリック(G/エリク・ハルヴォシェン)が合流。『ソードマスターが変態した後の姿』というコンセプトを掲げ、2000年に結成。
バンド名
バンド名は「"死(デス)"と"ロック・スター"を合わせた造語で、SF映画『スター・ウォーズ』シリーズに登場する"デス・スター"ではない」と否定している。
2003年、『Synthetic Generation』でアルバムデビュー。
2006年、2ndアルバム『Termination Bliss』をリリース。オリジナルメンバー・ビースト(G)が脱退し、キャット・カジノ(G/エリック・ベックマン)が加入。
2009年、3rdアルバム『Night Electric Night』をリリース。
2011年、オリジナルメンバー・ボーン(Ds/オーレ・オーマン)が脱退し、ヴァイス(Ds/オスカル・レアンダー)が加入。
2013年、キャット(G)が脱退。4人体制に移行。
2014年、4thアルバム『The Perfect Cult』をリリース。

## メンバー

### 現ラインナップ
- ウィプラッシャー・ベルナドット (アンドレアス・ベリ、Andreas "Whiplasher Bernadotte" Bergh) - ボーカル (2000- )
- ナイトメア・インダストリーズ (エミール・ノトヴェイト、Emil "Nightmare Industries" Nödtveidt) - ギター (2000- ) 故ジョン・ノトヴェイトは実兄
- キャット・カジノ (エリック・ベックマン、Eric "Cat Casino" Bäckman) - リズムギター (2006-2013,2019-) 2013年に脱退、2019年5月27日に再加入を発表。
- スキニー・ディスコ (ヨナス・カンガル、Jonas "Skinny Disco" Kangur) - ベース (2003- )

### 旧メンバー
- ビースト・X・エレクトリック (エリク・ハルヴォシェン、Erik "Beast X Electric" Halvorsen) - リードギター (2000-2006)
- ボーン・W・マシーン (オーレ・オーマン、Ole "Bone W. Machine" Öhman) - ドラムス (2000-2011)
- ヴァイス (オスカル・レアンダー、Oscar "Vice" Leander) - ドラムス (2011-2017)

## 作品

### アルバム
- Synthetic Generation (2003)
- Termination Bliss (2006)
- Night Electric Night (2009)
- The Perfect Cult (2014)

### コンピレーション
- Decade of Debauchery (2010)
- The Greatest Hits on Earth (2011)

### 映像作品
- "Synthetic Generation" (2001)
- "Syndrome" (2002)
- "Cyanide" (2005)
- "Blitzkrieg" (2006)
- "Virtue to Vice" (2007)
- "Death Dies Hard" (2009)
- "Metal" (2011)